# Weimarkonstitutionen

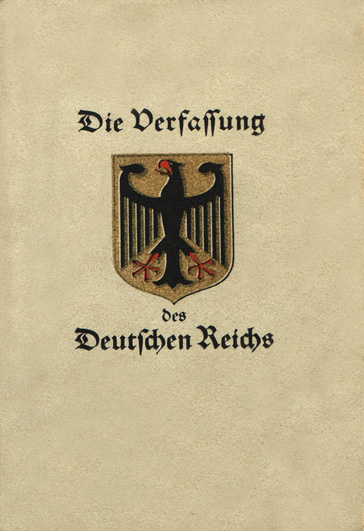
Weimarkonstitutionen i bokform.

Weimarkonstitutionen är den konstitution som var i kraft i Tyskland under Weimarrepublikens tid (1919–1933).
Weimarrepubliken var en parlamentarisk demokrati och en förbundsstat, dock med betydande befogenheter för den centrala makten, riksstyrelsen. Regeringen i Weimarrepubliken leddes av rikskanslern som var ansvarig inför parlamentet, riksdagen, som var direktvalt med allmän och lika rösträtt för män och kvinnor. Riksdagen valdes i direkta val och saknade spärregler, vilket gynnade uppkomsten av småpartier. Regeringarna blev därför svaga, vilket ledde till regeringskriser och återkommande nyval.

## Bakgrund

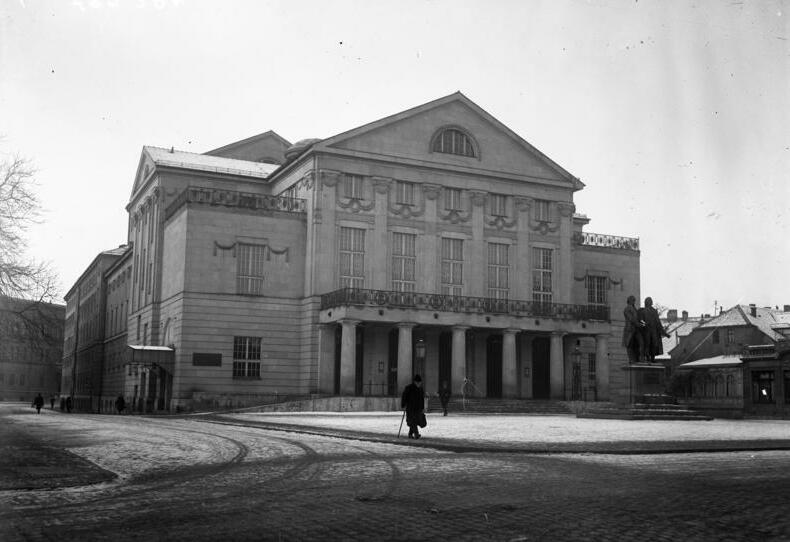
Nationalteatern i Weimar, där den konstituerande församlingen sammanträdde.

I samband med att Tyskland närmade sig kapitulation i första världskriget utbröt tyska revolutionen i november 1918, då kejsar Wilhelm II och alla andra tyska furstar tvingades abdikera. Bytet av statsskick innebar att Tyskland stod inför en konstitutionell kris och den provisoriska regeringen som leddes av Friedrich Ebert fick i uppdrag att verka för en ny konstitution.
En i hast uppgjord valordning stadgade 423 ledamöter i den blivande konstituerande församlingen. Dessa fördelade sig på följande sätt på de delvis under nya former uppträdande partierna: tysk-nationella folkpartiet, de gamla konservativa jämte några nationalliberala, 42; tyska folkpartiet, förutvarande nationalliberalerna, 22; kristliga folkpartiet, f. d. centern, som inom kort återtog sitt gamla namn, 90; demokraterna, de förutvarande frisinnade och radikale, 75; socialdemokraterna, 165; den oavhängiga socialistflygeln, 22. De övriga platserna tillföll några mindre, lokala grupper.
Den 7 februari öppnades i Nationalförsamlingen i Weimar, som ett par dagar senare antog den provisoriska författningen med giltighetstid, tills den ordinarie författningen hunnit genomarbetas och vinna godkännande. Omedelbart därefter, 11 februari, valde den Ebert till rikspresident. På hans post som regeringschef inträdde Philipp Scheidemann, och som ministrar vid hans sida sattes medlemmar av socialdemokratiska, demokratiska och centerfraktionerna.

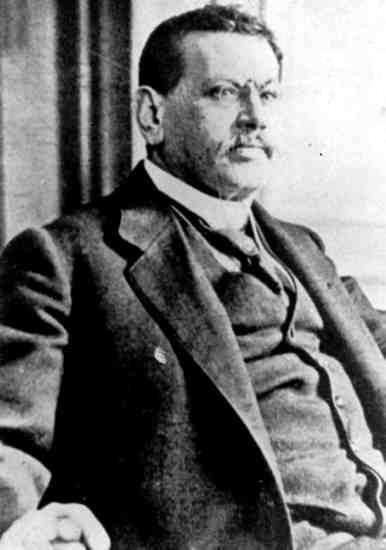
Hugo Preuss, Weimarförfattningens huvudsakliga upphovsman.

Oroligheterna i samband med spartakistupproret gjorde att nationalförsamlingen den 25 februari antog lagen om bildande av ett riksvärn (Reichswehr].
Den 14 april kallades de tyska fredsombuden till Versailles, där de 7 maj fick mottaga ententens fredsvillkor. Sedan de allierade hört tyskarnas skriftligen meddelade invändningar, följde 16 juni deras sista ord. Då Scheidemann inte fann sig kunna antaga det, avgick han jämte några av sina kolleger, och en ny regering, bestående av uteslutande centermän och socialdemokrater med dittillsvarande arbetsministern Gustav Bauer i spetsen, åtog sig att utverka nationalförsamlingens godkännande av fredsvillkoren.
Det högtidliga undertecknandet av Versaillesfreden ägde rum den 28 juni, på femårsdagen av mordet i Sarajevo. Oberoende av dessa utrikespolitiska händelser hade nationalförsamlingen arbetat på sin främsta uppgift, att ge den nya republiken en konstitution. Sedan det av regeringen framlagda författningsutkastet, vars egentlige upphovsman var statssekreteraren Hugo Preuss, genomgått en grundlig utskottsbehandling, upptogs det till granskning vid nationalförsamlingens plenum och blev med många, delvis mycket genomgripande ändringar antaget 31 juli med 262 röster mot 75.
En del av Preuss ändringsförslag antogs inte av nationalförsamlingen, bland annat hade Preuss velar göra den tyska republiken till en verklig enhetsstat genom att upplösa Fristaten Preussen och dela upp den i provinser direkt under centralregeringen, vilket han hoppades skulle skapa ökad politisk stabilitet.
Efter författningens antagande i riksdagen blev den av rikspresidenten stadfäst och promulgerad 11 augusti 1919.

## Innehåll
Till skillnad från Kejsardömet Tyskland, som var ett förbund av enskilda stater, var republiken en riksstat, vilande på en av ett enhetligt folk skapad grundlag. I många avseenden bar riket prägeln av en enhetsstat. De enskilda staterna kallades "länder". Deras autonomi hade i väsentliga punkter inskränkts, under det riksangelägenheterna utvidgats. Uteslutande till den senare gruppen hörde: förbindelser med utländska makter, medborgarskap, kolonial-, försvars-, mynt- och tull-, post- och telegraf väsen samt skatter, som upptagas helt eller delvis för riksändamål.
Vad järnvägarna beträffade hade en genomgripande förändring vidtagits därigenom, att ett riksjärnvägsmonopol införts. Riket övertog alla järnvägar som sin egendom och förvaltade dem som ett självständigt, ekonomiskt företag. Detsamma gällde vattenfarlederna.
Vid sidan av landslagstiftningen förekom rikslagstiftning på ett flertal områden, som beröra civil- och straffrätt, passväsen, fattigvård, press-, förenings- och församlingsrätt, hälsovård, arbetarrätt, socialisering av företag, handel, mått, mål och vikt, försäkringsväsen och teatrar. Uttryckligen tillerkändes länderna lagstiftningsrätt, så länge riket inte begagnade sig av sin. Riksregeringen hade emellertid i fråga om socialiseringen vetorätt mot landslagarna. I allmänhet gällde regeln, att riksrätt bröt landsrätt. I vissa fall, såsom i fråga om religions- och skolväsen, jord- och bostadsfrågor samt vissa landsskatter, kunde riket uppställa principer för ländernas lagstiftning.
Riksförfattningen ingrep likaledes på landsförfattningarnas område genom föreskriften om demokratisk författning i länderna, allmän och lika rösträtt, proportionella val och parlamentariskt regeringssystem. För ändring av de enskilda ländernas gränser fordrades rikslag.
Rikslagarnas utförande tillkom landsmyndigheterna, såvida rikslagarna inte bestämde annorlunda. Författningens första artikel stadgade, att statsmyndigheten utgår från folket. Folkets vilja har sitt uttryck i riksdagen, vald proportionellt genom allmän, lika, omedelbar och hemlig rösträtt. Det fanns ingen spärr för småpartier, vilket gjorde att det blev svårt att uppnå stabila riksdagsmajoriteter.

### Riksdagen
Riksdagsmännen var inte bundna av vissa mandat, utan skulle endast följa sitt samvete. Valperioden var fyra år. Senast 60 dagar efter dess slut måste nya val äga rum. Riksdagen sammanträdde varje år första onsdagen i november.
Riksdagspresidenten skulle riksdagen den tidigare, om rikspresidenten eller minst en tredjedel av riksdagsledamöterna krävde det. Upplösning av riksdagen kunde företagas av rikspresidenten, men endast en gång för samma orsaks skull. Riksdagen valde själv sin president, dennes ställföreträdare och sekretariatet.
I allmänhet var riksdagsförhandlingarna offentliga, men hemliga överläggningar kunde äga rum på initiativ av 50 medlemmar, om beslutet därom fattas med två tredjedels majoritet. Riksdagen hade rätt och på förslag av l/5 av sina medlemmar plikt att tillsätta undersökningsutskott för att få vissa frågor utredda.
En nyhet var inrättandet av två ständiga utskott, ett för utrikes ärenden, som arbetade, även då riksdagen inte var samlad, och ett för tillvaratagande av riksdagens rättigheter emot riksregeringen under riksdagsferierna och efter en valperiods slut. Då icke annorlunda var stadgat, räckte för besluts fattande enkel pluralitet. Författningsändringar krävde emellertid kvalificerad majoritet. Minst två tredjedelar av alla deputerade skulle vara närvarande, och minst två tredjedelar av dessa skulle rösta för.

### Rikspresidenten
Rikspresidenten
(der Reichspräsident) väljes för sju år av hela tyska folket och kunde vid periodens utgång omväljas. Valbar var varje tysk, som fyllt 35 år. Han kunde på riksdagens förslag avsättas genom folkomröstning, varvid två tredjedelars majoritet krävdes. Rikspresidenten kunde inte vara ledamot av riksdagen.
Han representerade folkrättsligt riket, slöt i rikets namn förbund och fördrag med främmande makter. För beslut om krig och fred fordrades riksdagens samtycke. Rikspresidenten utnämner och avskedar riksämbetsmän och officerare, utövade överbefälet över rikets krigsmakt, utnämnde och avskedade rikskanslern och på dennes förslag riksministrarna. Vid förfall för presidenten inträdde i första rummet rikskanslern. Blev hindren för presidentens maktutövning långvariga, skulle ställföreträdarskapet bestämmas genom rikslag.
Artikel 48 gav rikspresidenten diktatoriska maktbefogenheter under undantagstillstånd, vilket senare gjorde det möjligt för rikskanslerna Heinrich Brüning, von Papen och von Schleicher att regera per dekret under president Hindenburg. Det banade också väg för Hitler att skapa enpartivälde genom maktövertagandet 1933.

### Riksregeringen
Riksregeringen (die Reichsregierung), bestod av rikskanslern och riksministrarna, behövde för sin ämbetsutövning riksdagens förtroende. Ett misstroendevotum från riksdagen förpliktade en minister att avgå. Rikskanslern bestämde riktlinjerna för regeringens politik och bar ansvaret därför inför riksdagen.
Inom ramen för dessa riktlinjer ledde varje riksminister självständigt sitt departement och bar ansvaret därför inför riksdagen. Rikskanslern var ordförande i riksregeringen. Inom denna fattas beslut med röstmajoritet, varvid ordförandes röst fällde utslaget, om röstsiffrorna var lika.
För brott mot riksförfattningen eller en rikslag kunde riksdagen draga såväl rikspresidenten som rikskanslern och riksministrarna inför tyska rikets statsdomstol. Men för ett beslut härom fordrades, att förslaget skulle vara undertecknat av minst 100 riksdagsmedlemmar och att samma majoritet som vid författningsändringar kunde uppdrivas.

### Riksrådet
För att förmedla förbindelserna mellan riket och länderna och att representera de senare vid rikslagstiftningen och riksförvaltningen har skapats ett riksråd (Reichsrat). Detta var en ersättning för det gamla förbundsrådet, som blivit överflödigt, sedan förbundsstaten upphört, och har en helt annan ställning och uppgift. Det var inte något överhus, utan hade uteslutande rådgivande karaktär med begränsade befogenheter.
Länderna representeras i riksrådet av medlemmar av respektive regeringar. Hälften av de preussiska, rösterna utövades dock av de preussiska provinsförvaltningarna. Varje land hade minst en röst. Vad de större länderna beträffade hade de en röst för varje million invånare, men inget land fick förfoga över mer än två femtedelar av alla röster. I de utskott, som riksrådet tillsatte, hade inget "land" mer än en röst. Riksregeringen måste inkalla riksrådet, om en tredjedel av dettas medlemmar fordrar det.
Ordförande var en medlem av riksregeringen. Denna skulle hålla riksrådet underrättat om riksärendenas gång. Lagförslag, som regeringen framlade, bör ha riksrådets gillande, men kunde det oaktat framläggas, om riksrådets avvikande mening meddelades. Riksrådet kunde framlägga självständiga lagförslag, som riksregeringen har att förmedla till riksdagen, även om den icke gillar dem.
Mot av riksdagen beslutade lagar hade riksrådet vetorätt. Invändningarna måste emellertid meddelas riksregeringen inom två veckor efter riksdagens definitiva beslut och motiveras inom ytterligare två veckor. Efter vetorättens begagnande skulle lagförslaget i riksdagen upptas till förnyad behandling. Leder detta icke till samförstånd mellan riksråd och riksdag, kunde rikspresidenten inom tre månader anordna referendum för tvistens slitande. Men gjorde han det inte, var lagförslaget fallet, såvida riksdagens senare beslut icke fattats med två tredjedelars majoritet, då presidenten hade att välja mellan referendum eller lagens utfärdande efter riksdagens beslut. Hade riksdagen emot riksrådets veto beslutat en författningsändring, fick presidenten inte stadfästa riksdagens beslut, om riksrådet inom två veckor krävde folkomröstning.

### Medborgerliga rättigheter och skyldigheter
Som andra huvuddel av författningen upptogs en serie bestämmelser, som skulle reglera "tyskarnas grundrättigheter och grundläggande förpliktelser". I dessa stadgades i första rummet alla tyskars likhet inför lagen samt mäns och kvinnors principiella likställighet i fråga om medborgerliga rättigheter och plikter.
Alla privilegier på grund av börd eller stånd skulle upphävas. Adelstitlar få behållas som en del av namnet, men nya fick inte utdelas. Titlar skulle hänföra sig endast till ett ämbete eller yrke, de akademiska dock undantagna.
Den personliga friheten garanterades liksom hemmets okränkbarhet. Äktenskapet som grundval för familjelivet och nationens bestånd togs under författningens speciella skydd.
En viktig del behandlade förhållandet mellan kyrka och stat. Statskyrkan har avlägsnats. I stället garanterades alla religionssamfund frihet och självständighet inom lagens ram. De fick utdela ämbeten utan statens eller kommunens medverkan. Söndagen och de av staten erkända högtidsdagarna var lagligen skyddade som vilodagar.

### Ekonomiska bestämmelser
Även på det ekonomiska området gav författningen principiella riktlinjer. Artikel 151 stadgade: "Det ekonomiska livets organisation måste motsvara rättvisans grundsatser och ha till mål att bereda en människovärdig tillvaro för alla".
Författningen tillät privat egendom, men också egendoms indragning, om denna företogs till det allmännas väl och på laglig väg. Särskilt i fråga om jordens fördelning förbehåller sig staten ingripande för att förhindra missbruk och bereda varje tysk en sund boning. Alla skatter i jorden och alla ekonomiskt användbara naturkrafter stod under statens uppsikt. Staten hade möjlighet att förvandla privata ekonomiska företag till statsegendom.
Riket har vidare att skapa en enhetlig arbetarrätt. På samma gång som lika rättigheter stadgades för arbetsgivare och arbetstagare och bådas organisationer erkännas, inrättas för tillvaratagande av arbetarnas och anställdas sociala och ekonomiska intressen lagliga representationer, "driftråd" (Betriebsarbeiterrat), av två slag, dels distriktsarbetarråd, dels riksarbetarråd. För att fylla de ekonomiska uppgifterna och medverka vid socialiseringslagarnas utförande bildade dessa med företagarnas representationer s. k. ekonomiråd (Wirtschaftsrat), likaledes av två slag, distrikts- och riksekonomiråd. Det sistnämnda erhåller den betydelsefulla rättigheten att självt föreslå lagar för riksregeringen, som har att framlägga dem för riksdagen. Härmed har det första försöket gjorts till rådssystemets förankring i författningen.